# Józef Nikodem Starzeński
Józef Nikodem Starzeński herbu Lis (ok. 1710–1785) – kasztelan gnieźnieński w latach (1763–1781), pisarz ziemski poznański. Został odznaczony Orderem Orła Białego 21 marca 1763 roku.
Brat: Melchiora, Piotra, Łukasza Franciszka Michała i Macieja Maurycego.
W 1736 roku poślubił Eufemię Glinkę i miał z nią ośmioro dzieci. Po raz drugi ożenił się z Katarzyną Poklatecką, która urodziła mu dziesięcioro dzieci. Jego synem był Jacek Starzeński.
Był deputatem województwa poznańskiego na Trybunał Główny Koronny w 1753 roku.
Członek konfederacji Andrzeja Mokronowskiego w 1776 roku.